# حزب العمل الوطني (كينيا)
حزب العمل الوطني هو حزب سياسي في كينيا.

## التاريخ
حصل الحزب الوطني على تمثيل برلماني في عام 2004 عندما فاز أنانيا مواسامبو موابوزا في انتخابات فرعية في دائرة كيسوني. كان موابوزا فعليًا مرشحًا لائتلاف قوس قزح الوطني المناهض للإصلاح، وتم ترشيحه لمعارضة حسن علي جوهو، العضو المؤيد للإصلاح في الحزب الديمقراطي الليبرالي.
وقد رشح الحزب 22 مرشحاً للجمعية الوطنية في الانتخابات العامة لعام 2007، وحصل على 0.5٪ من الأصوات وفاز بمقعد واحد. هُزم موابوزا في كيسوني (كمرشحلحزب الوحدة الوطنية)، ولكن والتر إينوك نيامباتي أوسيبي انتخب في دائرة كيتوتو مسابا.
في انتخابات 2013، رشح الحزب ثمانية مرشحين فقط؛ ترشح أوسيبي عن التحالف الوطني. حصل الحزب على 0.08٪ من الأصوات وخسر مقعده الوحيد.